# Калина
Вижте пояснителната страница за други значения на Калина.
Калина (Viburnum) е род двусемеделни растения, включващ около 150-175 вида храсти, по-рядко малки дървета. Според традиционните морфологични класификации е включван в семейство Caprifoliaceae, но съвременните генетични изследвания го причисляват към семейство Adoxaceae. Калината е разпространена в диво състояние главно в умерения пояс на Северното полукълбо, като отделни видове се срещат в планинските части на Южна Америка и Югоизточна Азия, както и в Атласките планини в Африка. Много видове се използват като градински и паркови растения, заради ярките им цветове и плодове.

## Видове
Известни са повече от 150 вида калина, сред които:
- Viburnum acerifolium
- Viburnum alnifolium
- Viburnum atrocyaneum
- Viburnum betulifolium
- Viburnum bitchiuense
- Viburnum bracteatum
- Viburnum buddleifolium
- Viburnum burejaeticum
- Viburnum calvum
- Viburnum carlesii
- Viburnum cassinoides
- Viburnum cinnamonifolium
- Viburnum cordifolium
- Viburnum corylifolium
- Viburnum cotinifolium
- Viburnum cylindricum
- Viburnum dasyanthum
- Viburnum davidii
- Viburnum dentatum
- Viburnum dilatatum
- Viburnum edule
- Viburnum ellipticum
- Viburnum erosum
- Viburnum erubescens
- Viburnum farreri
- Viburnum foetens
- Viburnum foetidum
- Viburnum furcatum
- Viburnum grandiflorum
- Viburnum harryanum
- Viburnum henryi
- Viburnum hirtum
- Viburnum hupehense
- Viburnum ichangense
- Viburnum japonicum
- Viburnum kansuense
- Viburnum lantana – Черна калина
- Viburnum lentago
- Viburnum lobophyllum
- Viburnum macrocephalum
- Viburnum molle
- Viburnum mongolicum
- Viburnum mullaha
- Viburnum nudum
- Viburnum odoratissimum
- Viburnum opulus – Червена калина
- Viburnum orientale
- Viburnum phlebotrichum
- Viburnum plicatum
- Viburnum propinquum
- Viburnum prunifolium
- Viburnum rafinesquianum
- Viburnum recognitum
- Viburnum rhytidophyllum
- Viburnum rigidum
- Viburnum rufidulum
- Viburnum sargentii
- Viburnum schensianum
- Viburnum sempervirens
- Viburnum setigerum
- Viburnum sieboldii
- Viburnum suspensum
- Viburnum sympodiale
- Viburnum ternatum
- Viburnum tinus
- Viburnum trilobum
- Viburnum urceolatum
- Viburnum utile
- Viburnum veitchii
- Viburnum venosum
- Viburnum wilsonii
- Viburnum wrightii